# Waltair Europe
Waltair Europe AB, av företaget skrivet WaltAir Europe AB, är ett svenskt flygbolag som grundades 1997. Flygbolaget opererar affärsflyg och privatcharter (även kallat taxiflyg) inom Europa, Ryssland och Norra Afrika. Huvudbasen är etablerad i Norrköping där flertalet av flygplanen är baserade. Företaget har även en Citation XLS och en Citation CJ2 baserade på  Stockholm-Bromma flygplats. Samt en Citation CJ1 baserad på Sturups flygplats (Malmö Airport).

## Flotta[3]
| Typ                 | Antal | Passagerare | Bas                        |
| ------------------- | ----- | ----------- | -------------------------- |
| Cessna Citation XLS | 1     | 9           | Norrköping Flygplats       |
| Cessna Citation XLS | 1     | 9           | Stockholm-Bromma flygplats |
| Cessna Citation CJ1 | 1     | 5           | Malmö Airport              |
| Cessna Citation CJ2 | 1     | 5           | Stockholm-Bromma flygplats |
| King Air 350        | 1     | 10          | Norrköping Flygplats       |
| King Air 300        | 1     | 9           | Norrköping Flygplats       |
|                     |       |             |                            |

## Källhänvisningar
1. ↑  ”WALTAIR Europe AB”. 121.nu ESEA Invest AB. Arkiverad från originalet den 2 maj 2013. https://archive.is/20130502171040/http://www.121.nu/onetoone/foretag/waltair-europe-ab. Läst 10 april 2013.
2. 1 2 3  ”Waltair Europe AB / Walter 1 Linkoping AB/Waltair Europe AB”. Aviation Codes Central. http://www.avcodes.co.uk/airlcoderes.asp. Läst 10 april 2013.
3. ↑  ”Sök luftfartyg”. Transportstyrelsen. Arkiverad från originalet den 18 april 2013. https://web.archive.org/web/20130418124825/http://www.transportstyrelsen.se/sv/Luftfart/Luftfartyg-och-luftvardighet/Luftfartygsregistret/Sok-luftfartyg/. Läst 10 april 2013.